# Majdi Allawi
Pour les articles homonymes, voir Allawi.
Majdi Allawi, né le 18 février 1970 à Byblos (Jbeil, Liban), est un prêtre maronite libanais, fondateur de l'association Bonheur du Ciel, qui vient en aide aux jeunes toxicomanes.

## Biographie
Membre d'une famille musulmane de courant chiite, il se convertit au catholicisme le 15 août 1981, alors qu'il n'a que 11 ans. Devenu prêtre catholique, il fonde l'association Bonheur du Ciel, qui vient essentiellement en aide aux jeunes toxicomanes du Liban. Il fonde également à Bourj Hammoud le premier restaurant pour les pauvres du pays. En 2014, le pape François le soutient dans son combat au travers de Mgr Peter Bryan Wells
Le premier jour du Carême 2014, alors qu'il souhaite donner l'un de ses reins à une personne en attente de greffe, des examens médicaux révèlent qu'il a un grave problème à l'estomac dû à un virus très sévère. Mourant, il guérit le jour de l'Assomption sans explication médicale, quelques jours après que son fils eut prié sur la tombe de saint Charbel Makhlouf, à Annaya. Il conclut : « le 15 août 1981, je suis né pour la première fois dans l'Esprit en tant que chrétien. Le 15 août 2014, je suis né à nouveau, par le don de la guérison que Saint Charbel m'a accordée ».